# Flying Squad (Metropolitan Police Service)
Der Flying Squad (zu dt.: fliegende Truppe) ist eine Sondereinsatzeinheit des Metropolitan Police Service in London, Großbritannien. Die Einheit beschäftigt sich heute mit der Bekämpfung von schwerer und organisierter Kriminalität in ganz London ohne Berücksichtigung der Grenzen einzelner Polizeibezirke.

## Geschichte
Die Einheit entstand 1919 als Mobile Patrol Experiment, als Teil des Criminal Investigation Department (CID). Sie sollte die nach dem Ersten Weltkrieg stark angestiegene Kriminalität bekämpfen. Bei ihrer Gründung bestand sie aus zwölf Polizisten. Sie zogen durch London in einem von Pferden gezogenen Planwagen, in dessen Seiten Gucklöcher geschnitten waren. Wenn sie Einbrecher oder Taschendiebe bei der Arbeit sahen, verließen sie den Wagen und nahmen sie fest. Außerdem sammelten sie Informationen in Pubs oder anderen Lokalitäten, die als Treffpunkte von Kriminellen bekannt waren. Die Flying Squad wurde in den 1920er-Jahren ständig erweitert und erhielt 1948 den Status einer eigenen Einheit.
In den 1970er-Jahren geriet die Einheit wegen ihrer engen Verbindungen zur Unterwelt in die Kritik; eine Reihe von Korruptionsskandalen wurde aufgedeckt. Am 7. Juli 1977 wurde der Kommandeur der Einheit, Detective Chief Superintendent Kenneth Drury wegen Korruption in fünf Fällen zu acht Jahren Freiheitsentzug verurteilt. Zwölf weitere Verurteilungen folgten und eine Reihe von Mitgliedern der Flying Squad schieden aus dem Dienst aus. 1978 bis 1981 wurde sie mit anderen Einheiten zusammengelegt und in Central Robbery Squad umbenannt, die Bezeichnung Flying Squad wird jedoch weiterhin offiziell gebraucht.

## Aufgaben
Die Einheit ist heute Teil der Serious and Organised Crime Group des Specialist Crime Directorate in der Londoner Polizei. Sie besteht aus Mitgliedern, die geschult sind in schnellen Verfolgungsjagden mit dem Auto und Festnahmen von Bewaffneten. Die Flying Squad beschäftigt sich mit der Aufklärung und Verhinderung von bewaffnetem Raub und damit verbundenen Straftaten sowie mit organisierter Kriminalität.